# Stenorrhynchos albidomaculatum
Stenorrhynchos albidomaculatum är en orkidéart som beskrevs av Eric Alston Christenson. Stenorrhynchos albidomaculatum ingår i släktet Stenorrhynchos och familjen orkidéer. Inga underarter finns listade i Catalogue of Life.